# マーハン・カリミ・ナセリ
メフラーン・キャリーミー・ナーセリー （ペルシア語: مهران کریمی ناصری ; Mehrān Karīmī Nāṣerī 1942年または1945年 - 2022年11月12日）は、イラン国籍の難民。1988年8月8日以来フランスのパリ＝シャルル・ド・ゴール空港の出発ロビーで生活をしていたことで知られる。
サー・アルフレッド・マーハン （ Sir Alfred Merhan ）とも称される。マーハン・カリミ・ナセリ （ Merhan Karimi Nasseri ） 、マーハン・カリミ・ナゼリ、アルフレッド・マーハン、アルフレッド・メーラン （ Alfred Mehran ） 、アルフレッド・メヘラン、などとも表記される。

## 人物

### 生い立ち

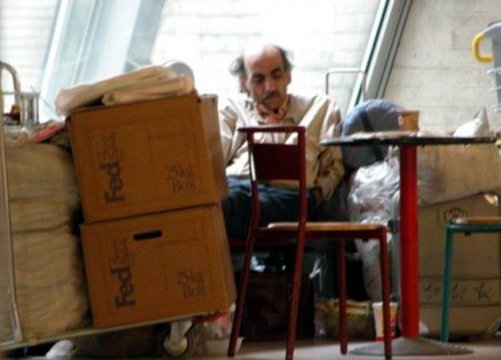
空港におけるナセリ。2005年。

メフラーン・ナーセリーは1942年または1945年、イランの南西フーゼスターン州のマスジェデ・ソレイマーンで、アングロ・イラニアン石油会社(AIOC)に勤めるイラン人の医師の子として誕生した。ナーセリーによると自身の母はイングランド出身の看護婦であったと述べているが、家族はこれに異議を唱えている。
1973年9月にイギリスへと留学しその後3年間ブラッドフォード大学でユーゴスラビアに関する勉学を修めた。

### 反対運動から政治亡命へ
1974年3月にナーセリーは、イラン・パフラヴィー朝のシャー・モハンマド・レザー・パフラヴィーの統治に対する反対運動に参加した。1975年8月7日にイランに帰国した彼は、メヘラーバード国際空港でイランの秘密警察サバク（SAVAK）に拘束され、エヴィーン刑務所に収容された。国外追放に処せられるまでの4か月間に彼は拷問を受けたとされる。
ヨーロッパへと戻った彼はベルギー・西ドイツの各政府に対し政治亡命の申請を行なったが、いずれも却下された。1978年にはフランスにおいて同様の申請が却下され、抗告も受け付けられなかった。イギリスへ向かおうとしたナーセリーはヒースロー空港で入国を拒否された。西ドイツにも入国できなくなった彼はベルギーへと向かった。

### 空港生活の始まり
1980年10月7日にナーセリーは、在ベルギー国連高等難民弁務官事務所により難民として認められた。ナーセリーはその後1986年までベルギーで生活したが、イギリスへの移住を決意してベルギーを離れた。旅の途中パリ＝シャルル・ド・ゴール空港に向かうRERの駅で彼のショルダーバッグが盗難にあう。
ヒースロー行きの航空機には乗ることができたものの、ヒースロー空港で自身の身分を証明する書類がなかったため、係員は入国を拒否しナセリはシャルル・ド・ゴール空港へと引き返した。フランスの役人に対しても難民としての身分証明を行うことができなくなった彼はシャルル・ド・ゴール空港の待合ゾーン (Zone d'attente) へと移動した。
ただし、自伝『ターミナルマン』では、難民認定書は盗まれてしまったと取材などで答えていたが、実際は1986年、ベルギーからイギリスへ向かうフェリーのなかでもうベルギーは出国したので難民認定書とイギリス領事館が発行した入国許可証は不要と考えて、フェリーのポストに国連高等難民弁務官事務所宛に投函してしまったと語る。
その後、イギリスの入国審査で入国拒否され、ベルギーに送還されるが、そこでも身分証明書などがないため入国拒否され再びイギリスへ送還、それを何度か繰り返しているうちに、イギリスの係員がフランスなら入国できるかも、とフランス行きの旅客機に乗せ入国だけはできたのが空港生活のはじまりと説明している。

### 身分証を巡る争い
彼の困難な状況は弁護士クリスチャン・ブーゲの知るところとなった。訴えによって1992年にフランスの裁判所は、ナーセリーが合法に入国した以上フランス政府にはナーセリーを国外に追放することはできない、との決定を下した。しかしナーセリーには難民としての身分と通過ビザが与えられなかったため、彼自身は空港ターミナルビルの中で宙に浮いたままとなった。
ブーゲらはベルギー政府に対し、ナーセリーの難民としての身分証明書を再発行するよう求めるが、ベルギー政府の難民担当部署はこれを拒否し、ナーセリーが過去に身分証明書を発効された本人であると確認する為に、当人がベルギーの役所に出頭する必要がある、としている。ベルギーの法律によると、自発的にベルギーを離れた難民には再入国が許可されないとあり、ベルギー政府はナーセリーの入国を拒否していた。1995年にベルギーは態度を和らげ、ナーセリーがソーシャルワーカーの監視のもとベルギーで生活することに賛同するならば、身分証明の発行を認める、と伝えてきた。しかしナーセリーはベルギーではなくイギリスでの生活を望んでいたため、状況は変化しなかった。
1999年にフランス政府はナーセリーに対し居住許可および難民用パスポートを交付し、フランスで生活することを認めた。しかしナーセリーは、文書において自身の個人情報が正確に記されていないことに憤慨し、サインを拒否した。この頃からナーセリーは、自身はイラン人ではない、ペルシア語も話せない、と述べるようになるなど精神的に問題を抱えるようになったと見られる。イギリスの役所から、サー…（サーは一般的な敬称としても用いられる）で始まる書類を受け取っていた彼は、自身の名をサー・アルフレッドと呼ぶようになった。

### 自伝として出版され映画化
数年間が経つとナーセリーは空港での生活に順応するようになった。ナーセリーは毎朝5時（早朝便が到着する時刻）に空港のトイレで髪を洗い、身だしなみを整えている。空港の職員はたまに彼の衣服の洗濯を行っており、ナーセリーのためにソファーも用意された。ナーセリーの日中はラジオを聴くこと、読書、日記を書くことに費やされる。日記は後にアンドリュー・ドンキンにより編集され自伝として出版された。この自伝はイギリス、ドイツ、ポーランド、日本などで出版されている。
よく「15年以上ずっと空港に滞在しつづけた」と語られるが、彼が空港にやってきてから15年余りの間に、空港内でのアルバイトで貯めた資金でチケットを買い、ロンドンまで飛行機で赴いた事や（ただし、ビザがないためイギリス当局に入国を拒否されシャルル・ド・ゴール空港へ強制送還された）空港の制限区域内から無断で出たためにフランス当局に拘束され刑務所に一時収監されたりと、空港の敷地外に出たことも何度かある。
映画におけるトム・ハンクスの役柄とは異なり、少なくとも1994年以降のナーセリーはデューティー・フリー区域では生活しておらず、出発ロビーのある建物のブティック&レストラン区域で1日を過ごしていた。一見して話し好きであるようには見えず、生活用具をつめたカートとバッグを側に置いているために、身なりの悪い旅行者かホームレスのようにみえた。

### 入院 ～ 死去
2004年には、アメリカへ入国するためのビザを取得し、アメリカへの移住も考えていたそうだが、2006年8月に体調を崩し、一時空港内の病院に入院していた。
2007年1月に彼は退院したが、フランス赤十字が彼の待遇を憂慮し、空港に隣接したホテルに数週間宿泊させた後、パリ郊外のホームレス支援施設に彼を移送した。これによって1988年から続いた彼の空港暮らしは19年目でひとまずの収束を見る形となった。フランス政府からの滞在許可書を持ち、更にアメリカへの入国ビザを持つ彼は、もう空港で生活することはないと思われた。
だが特別養護老人ホームに滞在後、2022年9月中旬にシャルル・ド・ゴール空港に戻り、公共エリアにてホームレスとして居住を開始。同年11月12日、同空港の第2ターミナルで心臓発作により死去した。生年に複数の説があるため死亡時年齢は不確かであるが、77歳または80歳であったとされる。

## ナーセリーの住んでいた場所
ナーセリーはシャルル・ド・ゴール空港第1ターミナルビルの内庭に面したガラス窓沿いのソファーにいつも座っていた。ソファーはチェックイン・フロアからトランジット・フロアへと向かう場所にあり、到着便で降り立った場合はトランジット・フロアから階上の荷物受け取りフロアに向かう途中にある。

## 映画化
- ナーセリーを巡る逸話は1993年にフランスにおいて、ジャン・ロシュフォール主演の『パリ空港の人々』 'Tombés du ciel' として映画化された。ノンフィクション作家マイケル・パタニティは 'The Fifteen-Year Layover' という短編でナーセリーを描いている。
- 2004年の映画『ターミナル』は、ナーセリーの物語がもとになっている、とされる。しかし、DVDや公式ウェブサイトにはナーセリーの名は登場しない。DVDにはこの映画は一見信じがたい物語であると書かれており、脚本家の創作であると示唆されているが、公式の宣伝とは異なり、ガーディアン紙はスティーヴン・スピルバーグ率いるドリームワークスがナーセリーに映画化権料として25万ドルを支払ったと報道した。2004年にはナーセリーがこの映画のポスターを持っており、次のように語っている「そう、映画のせいで僕のアメリカへの関心は強まっているよ。いいことだろ。」

## 著書
- サー・アルフレッド・メヘラン、アンドリュー・ドンキン・著　最所篤子・訳 『ターミナルマン　―空港に16年間住みついた男―』 バジリコ 2005年8月 ISBN 4-901784-71-4